# Corăbiile lungi (film)
Corăbiile lungi (titlul original: în engleză The Long Ships) este un film de aventuri, istoric, coproducție britano-jugoslav, realizat în 1964 de regizorul Jack Cardiff, bazat pe saga romantică omonimă a scriitorului suedez Frans G. Bengtsson (1941–1945), protagoniști fiind actorii Richard Widmark, Sidney Poitier, Russ Tamblyn și Rosanna Schiaffino.. 

## Rezumat
După un naufragiu, vikingul Rolfe ajunge în sudul Spaniei, care este domnit de mauri, și pentru a-și asigura existența povestește prin târg tot felul de istorioare. El relatează o legendă pe care a auzit-o de la unul dintre sclavii egipteni ai tatălui său, despre un clopot uriaș din aur masiv, numit „mama tuturor vocilor”. Când șeicul Al Mansuh, care cunoaște această legendă și este convins că este adevărată, aflând despre asta, pune imediat ienicerii să-l întemnițeze pe viking ca să afle prin tortură de la el locul unde este ascuns clopotul, dar Rolfe reușește să scape și se întoarce în Scandinavia.
Ajuns acolo, împreună cu fratele său Orm, fură nava funerară a regelui Harald al Danemarcei, pe care o construise tatăl lui Rolfe. Orm o ia ostatică pe fiica lui Harald, Gerda, cu care este în secret într-o relație amoroasă. În cadrul echipajului există inițial rezistență față de a merge pe mare cu o navă funerară, dar când Rolfe pare să o ofere pe Gerda ca jertfă umană pentru a înbuna zeii, adversarii superstițioși se calmează și acceptă plecarea. Trecând printr-un val de ceață aud deodată dăngănit de clopot, iar Rolfe este convins că aceasta trebuie să fie „mama tuturor vocilor”. Pe mare începe o furtună cumplită, iar corabia lor naufragiază pe coasta de sud a Spaniei și sunt capturați de soldații mauri ai lui Al Mansuh. În timp ce Al Mansuh o ia pe Gerda la el, aparent pentru a afla de la ea unde este clopotul, între Rolfe și principala soție a lui Al Mansuh, Aminah, se înfiripă o poveste de dragoste. În cele din urmă, șeicul îi obligă pe vikingi, în calitate de prizonieri aceștia fiind buni navigatori pe mare, să caute clopotul împreună.
După o lungă odisee ajung la o capelă cu un mic clopot auriu atârnat în mijlocul tavanului. Din furie pentru această „comoară”, Rolfe trântește clopotul de cupolă, care scoate un dangăt asurzitor, clopotul mare de aur propriu-zis fiind camuflat și zidit ca un acoperiș al capelei. Oamenii lui Al Mansuh transportă „mama tuturor vocilor” în orașul său de reședință, dar acolo este surprins de regele Harald și oamenii săi, care îl urmăriseră cu furie pe hoțul de navă, Rolfe. După o luptă crâncenă, vikingii ies învingători, regele Harald se împacă cu Rolfe, care încearcă să-l convingă acum, să caute împreună o nouă comoară, de diamante mari încrustate în coroanele regilor saxoni.

## Distribuție
- Richard Widmark – Rolfe
- Sidney Poitier – Al Mansuh
- Russ Tamblyn – Orm
- Rosanna Schiaffino – Aminah
- Oskar Homolka – Krok
- Edward Judd – Sven
- Lionel Jeffries – Aziz
- Beba Lončar – Gerda
- Clifford Evans – King Harald
- Gordon Jackson – Vahlin
- Colin Blakely – Rhykka
- David Lodge – Olla
- Henry Oscar – licitatorul
- Paul Stassino – Raschid
- Jeanne Moody – Ylva
- Luanshya Greer – o fată din harem
- Talitha Pol – o fată din harem
- Leonard Rossiter – soldatul persian care se sacrifică din loialitate